# Ташимов, Ринат Фаридович
Рина́т Фари́дович Таши́мов (род. 4 марта 1989, Инцисс, Омская область) — российский драматург, сценарист, режиссёр, актёр.

## Биография
Родился в татарской деревне Инцисс в Муромцевском районе Омской области.
Окончил Омский государственный университет им. Ф. М. Достоевского по специальности «актер драматического театра и кино». В 2013 году поступил в Екатеринбургский государственный театральный институт, где изучал драматургию на курсе Николая Коляды. В 2020 году поступил в магистратуру Школы-студии МХАТ (мастерская В. А. Рыжакова).
В 2004 году стал играть в Лицейском Театре, в 2006 — в Театре-студии А. Гончарука (Омск), в 2013 году был актёром «ТОП-театра».
В 2013 году переехал в Екатеринбург и присоединился к труппе Коляда-театра. Покинул театр в 2020 году.
В 2014 году стал режиссёром Центра современной драматургии, в 2016 — главным режиссёром ЦСД, где поставил более двадцати спектаклей и читок по пьесам современных драматургов.
Многократный лауреат крупнейших конкурсов драматургии. Двукратный победитель Международной премии молодых драматургов «Евразия» и Международного литературного Волошинского конкурса, участник фестиваля молодой драматургии «Любимовка», Омской лаборатории современной драматургии, лауреат Конкурса современной драматургии «PRO/ДВИЖЕНИЕ».
В 2016 году на конкурсе конкурсов «Кульминация» пьеса «Шайтан-озеро» была признана «Пьесой года», а в 2017 году пьеса «Первый хлеб» вошла в финал.
В 2017 году вместе с драматургами Юлией Тупикиной и Михаилом Дурненковым принял участие в международной программе Lark+Любимовка, где его пьеса «Шайтан-озеро» была представлена в Нью-Йорке в рамках лаборатории.
В июне 2018 года пьеса «Шайтан-озеро» была представлена на фестивале современной драматургии в Колумбийском университете (США).
Поставленный в 2021 году спектакль «Первый хлеб» театра «Современник» по одноимённой пьесе драматурга вызвал резонанс, когда в Генпрокуратуру поступило заявление от общественной организация «Офицеры России». В подписанном её председателем С. А. Липовым документе говорится о многочисленных обращениях, поступающих от ветеранов, в том числе Великой Отечественной войны, Героев Советского Союза и Российской Федерации о содержащихся в постановке оскорбительных сценах. По факту данного обращения и многочисленных публикаций в СМИ глава СК А. И. Бастрыкин поручил проверить есть ли в спектакле нарушение прав ветеранов. Решением руководства театра из монолога главной героини была убрана обсценная лексика, которой, по словам режиссёра Б. Коца там изначально не было. Сотрудник СК приезжал в театр накануне нового сезона, с октября спектакль вновь в афише театра.

## Произведения

### Пьесы
- «Пещерные мамы»
- «Шайтан-озеро»
- «Первый хлеб»
- «Катифа»[23]
- «Кошачий полдник»[24]
- «Шпаликов»

### Киносценарии
«Второе солнце»

## Избранные постановки пьес
- 2014 — «Пещерные мамы». Центр современной драматургии, г. Екатеринбург, реж. Ринат Ташимов[26]
- 2015 — «Пещерные мамы». Театр «Галёрка», г. Екатеринбург, реж. Александр Кудряшов[27][28]
- 2017 — «Кульминация». Мастерская Дмитрия Брусникина, школа-студия МХАТ, реж. Дмитрий Брусникин[29]
- 2018 — «Шпаликов». Ельцин-центр, г. Екатеринбург, реж. Николай Русский[30][31]
- 2018 — «Шайтан-озеро». Ачинский драматический театр, реж. Ю. Урнов[32]
- 2021 — «Первый хлеб». Московский театр «Современник», реж. Б.Коц

## Режиссёр театра

### Центр современной драматургии
- 2014 — «Моя любимая муха» по пьесе С. Баженовой «Злая сказка»
- 2014 — «Клетка» по пьесе А. Сойкиной
- 2014 — «Пещерные мамы» по собственной пьесе
- 2015 — «В Москву! В Москву!» по пьесе Д. Уткиной и И. Васьковской «Макаки, пицца и деструкция»
- 2015 — «Царевич Заморышек» по пьесе И. Васьковской
- 2016 — «Чайка» по пьесе А. Чехова
- 2016 — «Москва-Петушки» по одноименной поэме В. Ерофеева, инсценировка С. Баженовой
- 2017 — «Девушки в любви», по пьесе И. Васьковской[33]

### Другие площадки
2014 — «Архивация шрамов», галерея уличного искусства «Свитер», Екатеринбург

## Режиссёр кино
В 2017 году Ринат Ташимов, Алёна Тремазова и Максим Шкурин сняли игровой короткометражный фильм «Земля». Фильм участвовал во множестве фестивалей, включая XXIII Международный фестиваль фильмов о правах человека «СТАЛКЕР», I Сухумский международный кинофестиваль, 40-й Московский международный кинофестиваль, Всероссийский фестиваль авторского короткометражного кино «Арткино» (лучший экспериментальный фильм года) и Международный фестиваль авторского кино «Киноликбез»-IX (Золотой Жан-Люк за лучший отечественный короткометражный фильм).
Весной 2020 года окончил работу над полнометражным дебютом по собственному сценарию — «Второе солнце» (кинокомпания «29 февраля», продюсер Алексей Федорченко). Фильм получил специальный приз жюри XXIX кинофестиваля «Окно в Европу-2021» с формулировкой «За многообещающий восход». А также гран-при Международного фестиваля стран Арктики «Arctic open».

## Актёр
Московский театр «Современник»
- «Мам, а кто это на фото?», реж. Ф.Г уревич — Мама Роза[43]
- «Первый хлеб», реж. Б.Коц — Даня

Театр Ермоловой
- «Сузуки», реж. Р. Лыков — Камарды

Коляда-театр
- «Ревизор», Николай Гоголь, реж. Н. Коляда — Осип[44]
- «Мёртвые души», Николай Гоголь, реж. Н. Коляда — Гоголь[45]
- «Борис Годунов», Александр Пушкин, реж. Н. Коляда — Басманов[46]
- «Амиго», Николай Коляда, реж. Н. Коляда — мальчик-хлебопек[47]
- «Ба», Юлия Тупикина, реж. Н. Коляда — Лёша[48][49]
- «Землемер», Николай Коляда, реж. Н. Коляда — Землемер[50]

Центр современной драматургии
- «Эмиль большая голова», Светлана Баженова, реж. С. Баженова — Жак[51]
- «Старая зайчиха», Николай Коляда, реж. Н. Коляда — Заяц[52]
- «Ромул и Рем», Бернар-Мари Кольтес, реж. А. Вахов — Азиз[53]
- «Мне моё солнышко больше не светит», Алексей Забегин, Владимир Антипов, реж. А. Забегин, В. Антипов — Вадик[54]
- «Галатея Собакина», Ирина Васьковская, реж. А. Бутаков — Вася[55]

## Публикации
- Пещерные мамы. Журнал «Искусство кино»; № 11, 2015[56]
- Шайтан-озеро. Сборник пьес шорт-листа конкурса драматических произведений «Кульминация-2016»[57]
- Шайтан-озеро. Сборник пьес молодых авторов СНГ, Грузии и Балтии
- Первый хлеб. Сборник пьес шорт-листа конкурса драматических произведений «Кульминация-2017»[58]
- Сборник пьес молодых автор СНГ, Балтии и Грузии
- Кошачий полдник. Уральская драматургическая инфраструктура под знаком Солнца. Пермь, 2015[59]